# Live in Concert – A Night to Remember – Pop Meets Classic
Live in Concert – A Night to Remember – Pop Meets Classic ist das erste Videoalbum der deutschen Popsängerin Sarah Connor aus dem Jahr 2003.

## Entstehung
Das Videoalbum basiert lose auf dem Konzert vom 24. Januar 2003 im Alten Kesselhaus, der Areal Böhler, in Düsseldorf. Es wurden Titel von Connors ersten beiden Studioalben Green Eyed Soul und Unbelievable gespielt, die die Sängerin gemeinsam mit dem Vision Symphony Orchestra aufführte. Regie führten Rudi Dolezal und Hannes Rossacher. Als Produzent fungierte George Glueck.
Das Konzert ist in drei Sektionen gegliedert. Die erste Sektion, die Overture, enthält fünf von Connors Liedern, die alle auf klassische Weise durch das Vision Symphony Orchestra vorgetragen werden. Die zweite Sektion beinhaltet vier von Connors Popliedern mit Tanzeinlagen. In der dritten und letzten Sektion werden einige Klassiker wie Dionne Warwicks I Say a Little Prayer oder George Gershwins Summertime von Connor neu interpretiert. Das Konzert endet mit dem Nummer-eins-Hit From Sarah with Love und ihrer zu diesem Zeitpunkt aktuellen Singleauskopplung One Nite Stand (Of Wolves and Sheep), die sie mit dem haitianischen Musiker Wyclef Jean aufnahm.

## Titelliste
1. Overture
2. That's The Way I Am
3. He’s Unbelievable
4. Beautiful
5. Where Did U Sleep Last Nite?
6. Skin on Skin
7. Bounce
8. In My House
9. If U Were My Man
10. Let’s Get Back to Bed – Boy!
11. Get here
12. I Say a Little Prayer
13. A Natural Woman
14. Summertime
15. From Sarah with Love
16. One Nite Stand (Of Wolves and Sheep)
17. Yesterday (Unplugged Version) (Bonus)

## Kommerzieller Erfolg

### Chartplatzierung
Live in Concert – A Night to Remember – Pop Meets Classic stieg am 27. Oktober 2003 auf Rang 56 der deutschen Albumcharts ein, was zugleich die beste Platzierung darstellt. Das Album platzierte sich in der Folgewoche noch auf Rang 89, bevor es die Charts wieder verließ. Das Album avancierte nach Green Eyed Soul (Dezember 2001) und Unbelievable (Oktober 2002) zum dritten Chartalbum Connors in Deutschland.
In Österreich platzierte sich das Videoalbum in separaten Musik-DVD-Charts. Hier konnte es sich ebenfalls zwei Wochen in den Charts platzieren und erreichte dabei seien Höchstplatzierung in der zweiten Chartwoche mit Rang sechs am 2. November 2003. Es war der erste Charterfolg von Connor in den österreichischen Musik-DVD-Charts.
| ChartsChartplatzierungen      | Höchstplatzierung | Wochen |
| ----------------------------- | ----------------- | ------ |
| Deutschland (Albumcharts)     | 56 (2 Wo.)        | 2      |
| Österreich (Musik-DVD-Charts) | 6 (2 Wo.)         | 2      |

### Auszeichnungen für Musikverkäufe
| Land/Region        | Auszeichnungen für Musikverkäufe (Land/Region, Auszeichnung, Verkäufe) | Verkäufe |
| ------------------ | ---------------------------------------------------------------------- | -------- |
| Deutschland (BVMI) | Gold                                                                   | 25.000   |
| Insgesamt          | 1× Gold ·                                                              | 25.000   |